# لباس اسکی

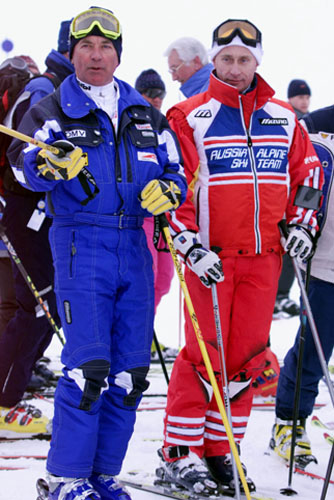
کارل شرانتس (چپ) با لباس یک تکه و ولادیمیر پوتین با لباس اسکی دو تکه

لباس اسکی به لباسی اطلاق می‌گردد که هنگام اسکی یا اسنوبرد روی بقیه لباس‌ها پوشیده می‌شود. لباس‌های اسکی که برای پوشاک غیررسمی زمستانی در فضای باز تولید می‌شوند و ممکن است لباس برفی نیز نامیده شوند و اغلب توسط کودکان به عنوان لباس بیرونی روزمره در فصل زمستان استفاده می‌شوند.  برخی از لباس‌ها به‌طور خاص برای اسنوبرد سواران تولید شده‌اند، اما بیشتر لباس‌ها بدون توجه به سبک آنها توسط اسکی بازان یا اسنوبردها استفاده می‌شود.